# Alexander Carl (Anhalt-Bernburg)

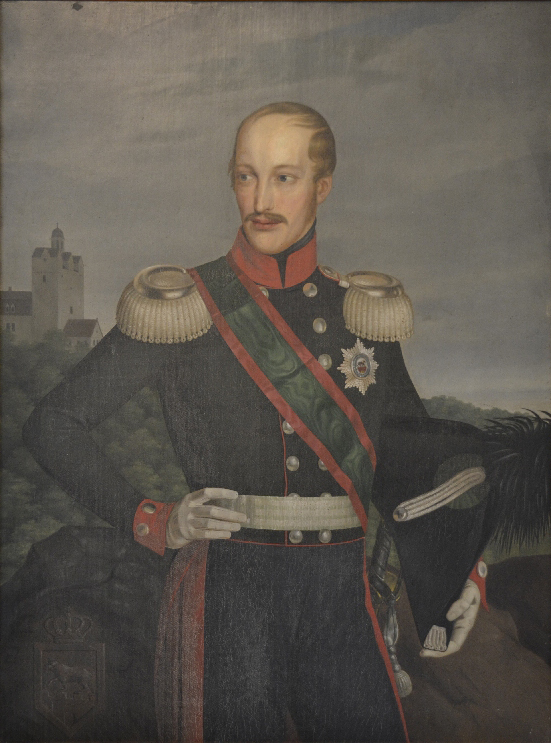
Herzog Alexander Carl von Anhalt-Bernburg

Alexander Carl, Herzog von Anhalt-Bernburg (* 2. März 1805 in Ballenstedt; † 19. August 1863 auf Schloss Hoym) war der letzte regierende Herzog von Anhalt-Bernburg.

## Leben
Alexander Carl wurde am 2. März 1805, als Sohn des Fürsten Alexius Friedrich Christian und der Prinzessin Marie Friederike von Hessen-Kassel in Schloss Ballenstedt geboren.
Nach dem Tode seines Vaters übernahm er die Regierung am 24. März 1834.
Unter Alexander Carls Regierung erhielt Bernburg 1846 über Köthen Zugang zum deutschen Eisenbahnnetz, nachdem der Herzog sechs Jahre früher noch den Anschluss verweigert hatte.
Auf Grund seiner fortschreitenden Schizophrenie zog sich der Herzog im November 1855 auf Schloss Hoym zurück. Dort verbrachte er die Jahre bis zu seinem Tod unter ärztlicher Betreuung und in Gesellschaft seines Kammerherrn, des Malers und Schriftstellers Wilhelm von Kügelgen.
Seine Gattin, Prinzessin Friederike von Schleswig-Holstein-Sonderburg-Glücksburg, wurde zur Mitregentin ernannt. Alexander Carl starb 1863 ohne Nachkommen, so dass damit auch die Linie Anhalt-Bernburg erlosch und das Land zum Herzogtum Anhalt mit Regierungssitz in Dessau vereinigt wurde.